# Manuel Sánchez Murias
Manuel Sánchez Murias, més conegut com a Manolo (Gijón, 27 de novembre de 1976) és un exfutbolista i entrenador asturià. Com a jugador, ocupava la posició de migcampista.

## Trajectòria
Va arribar a l'Sporting de Gijón després d'haver despuntat a l'altre club de la ciutat, el Gijón Industrial. Va pujar al primer equip sportinguista, tot jugant 19 partits, l'any en què l'Sporting va baixar a Segona (97/98).
Tot i que la següent campanya la seua aportació va davallar, la temporada 99/00 va esdevenir titular, sumant 34 partits i 4 gols. Eixe bon rendiment va cridar l'atenció d'equips de Primera i a l'estiu del 2000 recala al Celta de Vigo, i al següent, al CA Osasuna, però amb prou feines va gaudir d'oportunitats en ambdós conjunts.
A mitjan temporada 01/02 s'incorpora al Córdoba CF, on jugaria 9 partits, xifra semblant a la que assoliria amb el CD Numancia i el CD Tenerife, tots tres a la Segona Divisió. Després de passar de nou pel Celta, a l'estiu del 2005 fitxa pel Racing de Ferrol, on romandria tres anys fins a la seua retirada, motivada per l'oferta per fer-se càrrec de la banqueta ferrolana.

### Clubs
- 94/95 Gijón Industrial
- 95/98 Sporting B
- 97/00 Sporting de Gijón 57/4
- 00/01 Celta de Vigo 7/1
- 01/02 Osasuna 3/0
- 01/02 Córdoba 9/0
- 02/03 Numancia 15/0
- 03/04 Tenerife 14/0
- 03/05 Celta de Vigo 13/0
- 05/08 Racing de Ferrol 32/1